# جيراردو أغيلار راميريز
جيراردو أغيلار راميريز (بالإسبانية: Gerardo Aguilar)‏ هو بارتيزان كولومبي، ولد في القرن العشرين في كولومبيا.